# Komba
Komba (título original en inglés, The Bushbaby, lit. «El galago») es una película de ficción histórica de 1969 basada en el libro The Bushbabies (1965) del autor y jornalista anglo-canadiense William H. Stevenson. Fue producida por su director, John Trent, y por Robert Maxwell para Velvet Film Productions, y distribuida por Metro Goldwyn Mayer. En los créditos literarios se encuentran el autor Willian H. Stevenson y el guionista Robert Maxwell. En los papeles principales destacan Margaret Brooks y Lou Gossett, ganador de un premio Óscar en 1983 por Mejor actor de reparto, contando también con Donald Houston, Laurence Naismith y Marne Maitland entre otros. El título en español se refiere a la mascota de la protagonista, que como explica el personaje de Tembo, en suajili significa «galago».
La película fue la primera adaptación del libro de Stevenson. Décadas más tarde, en 1992, la historia fue adaptada para la televisión en una serie de anime perteneciente al World Masterpiece Theater por Nippon Animation. La serie llegó a España en 1995 con el título de Jackie y su mascota (Sougen no chiisana tenshi busshu beibii).

## Trama
La historia se desarrolla en Kenia alrededor del año 1963 y cuenta un capítulo en la vida de Jackie Leeds, hija del guardabosques John Leeds. Una noche, Tembo Murumbi, el sirviente y amigo africano de los Leeds, captura a una cría de galago y se la obsequia a Jackie, quien le pone el nombre de «Komba». Casi un año más tarde, después de que Kenia declarase su independencia de Inglaterra, muchos habitantes europeos en el área empiezan a abandonar el lugar. Jackie sospecha, tras un discurso dado en la iglesia por parte del profesor Crankshaw, que su familia piensa marcharse también. John Leeds confirma sus sospechas, explicando que une vez que el nuevo gobierno africano termine de instalarse ellos querrán susplantar su puesto asignando a uno de los suyos. Él planea regresar a Londres con Jackie y solicitar empleo en el zoológico. La noticia entristece a Jackie, quien no desea separase de su hogar natal, ni de sus amigos—Tembo especialmente—ni de la tumba de su madre Penelope Leeds, ni de Komba, quien deberá ser devuelto a su hábitat antes de partir.
En Mombasa, una vez en el barco, Jackie desobedece a su padre y entra a bordo con el galago escondido en una cesta. Un camarero lo descubre y se asusta al verlo en el camarote de Jackie; él, al ver que la criatura es inofensiva, promete no decir nada. Sin embargo, le cuenta a Jackie que el capitán del barco había antes ordenado arrojar a un koala por la borda, debido a que éste no iba acompañado de un permiso de exportación. Aterrorizada, Jackie toma la decisión de abandonar el barco y dejar a Komba a salvo en la orilla. Tras conseguir pasar desapercibida entre guardias y marineros, Jackie oye la bocina del barco indicando que este ha emprendido su viaje dejándola en tierra. Se echa a llorar en desesperación y es cuando Tembo la encuentra, aún con el galago en la cesta. Jackie le explica a Tembo sobre la tontería que hizo al intentar llevarse a Komba a Inglaterra y él se compadece. Jackie le hace prometer que devolverá a Komba al árbol en el que nació. Tembo hace la promesa pero le suplica que vaya a la policía y cuente lo ocurrido, a lo cual Jackie se niega temiendo involucrar en problemas a su padre. Sugiere viajar al hogar de Major Bob, un amigo, y pedir su consejo. Temiendo no tener opción, Tembo acepta la sugerencia.

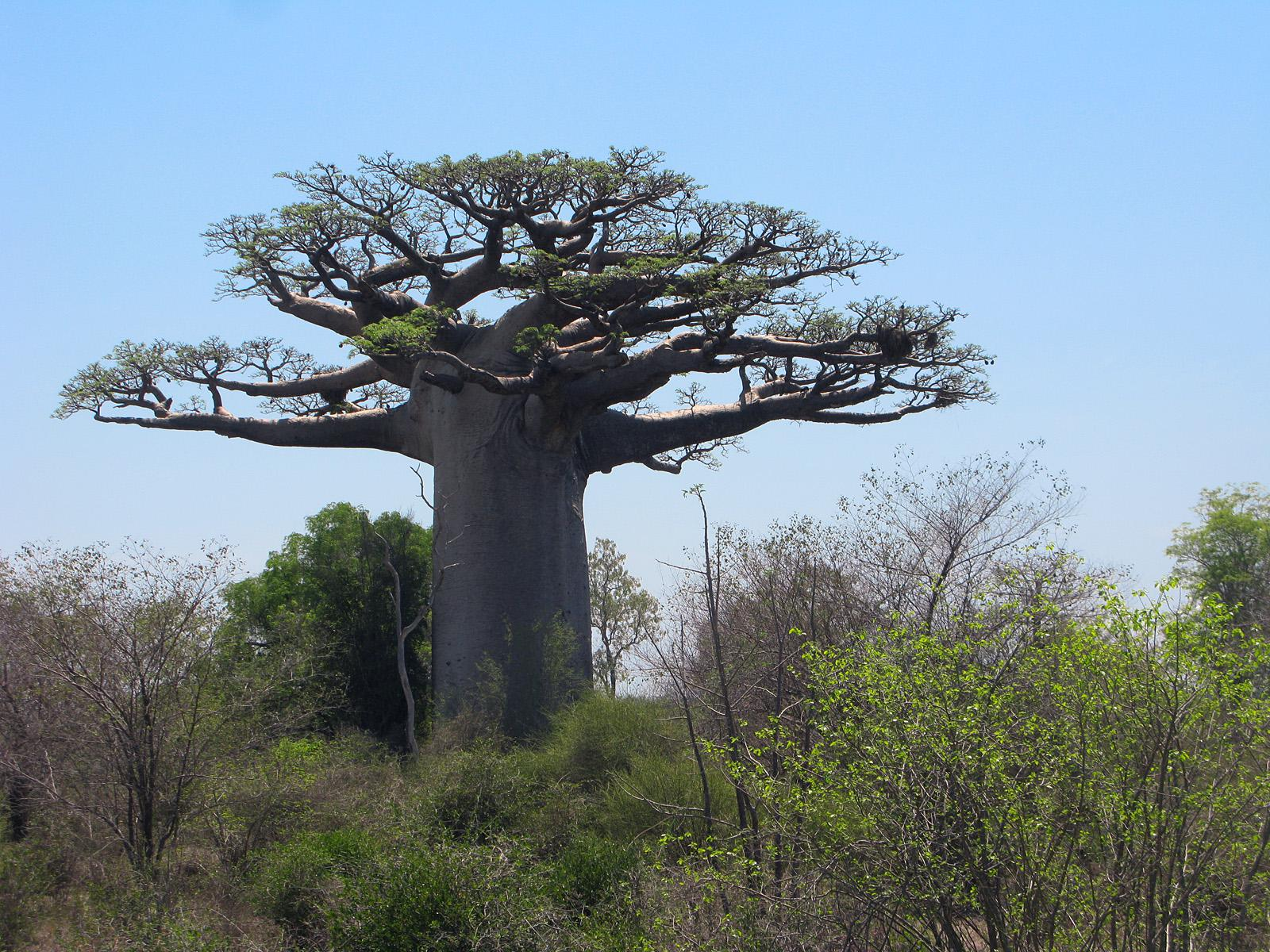
El árbol conocido como «baobab» es el hábitat preferido por el galago, y al que Jackie desea regresarle.

Cuando llegan a la cabaña de Major Bob al día siguiente, descubren que el lugar está desierto. Jackie entra en la cabaña con la intención de encontrar algo de comer; Komba se apodera de un mantis de caza y se alimenta, demostrándole a Jackie que aun conserva algunos de sus instintos de sobrevivencia. Tembo y Jackie, al ver el pozo resecado, comprenden la razón por la que Major Bob se encuentra ausente. Jackie camina hasta una aldea vecina con la intención de enviarle un telegrama a su padre y llega justo a tiempo para escuchar una noticia alarmante: las autoridades han alertado a la población de que se busca a un africano al que se le acusa de raptar a una muchacha blanca de pelo rubio. Según el Hadj, se ordena que el acusado sea capturado y ejecutado de inmediato. Tras oír esta noticia, Jackie comprende que hablan de su amigo Tembo y huye despavorida. No sabe que el Hadj ha mentido sobre la orden del ejecutamiento; él le explica a la policía que sería vergonzoso para el nuevo gobierno keniata que un africano fuese públicamente acusado de un crimen semejante. En realidad, sólo quiere mantener a la policía alejada para que no descubran el tráfico ilegal de marfil que existe en la aldea. Jackie corre hacia Tembo y le exige que huyan enseguida, emprendiendo un largo y peligroso viaje hasta Ndi.
John Leeds continúa la investigación, asistido por el coronel Ardsley. Su búsqueda les pone tras la pista de Tembo, lo que comforta al señor Leeds; le pide al coronel y al señor Tilison que Tembo no sea arrestado, para evitar una desgracia. Camino a Ndi, Jackie y Tembo son asaltados por un cazador furtivo de elefantes de la tribu Waliangulu con órdenes del Hadj de asesinar a Tembo. Sus flechas envenenadas no consiguen acertar al africano, pero sí lastimar a Jackie, causándole fiebre y debilidad. Tembo logra ahuyentar al cazador y arrebatarle su arma y cantimplora. Después de reposar, Jackie intenta reemprender el viaje pero se desmaya y pierde el conocimiento. Tembo reconoce la avioneta del profesor Cranky volando sobre el área y le hace señales para que aterrice. El anciano, quien había escuchado los detalles del supuesto rapto en la radio, levanta una escopeta y amenaza a Tembo, creyéndole culpable de un crimen. Éste le suplica que baje el arma y que atienda a Jackie, quien se encuentra muy débil. Jackie trata de convencer al profesor de que Tembo es inocente, pero él la ignora pensando que está delirando. Cuando Cranky sugiere llevarse a Jackie en su avioneta, Tembo se lo prohíbe. Su discusión resulta en un combate físico en el que Tembo le arrebata la escopeta y sale huyendo. Poco después, aprovechando un descuido del profesor, Tembo recoge a Jackie en brazos y se la lleva. El profesor maldice al africano y despega en su avioneta, la cual se estrella momentos después. Tras la avería irreparable, el profesor camina a pie siguiendo las vías de ferrocarril Kenia-Uganda para reunirse en Mombasa con el señor Leeds.
Cuando Jackie recupera su estabilidad, se reemprende la marcha hacia Ndi. Atraviesan la sabana sin peligro, hasta que se encuentran con una manada de agresivos elefantes. Sintiéndose invadidos, los elefantes atacan y Jackie y Tembo se acobijan subidos a un árbol. Mientras, en Mombasa, Cranky informa al coronel Ardsley sobre el paradero de Tembo, y el señor Tilison le insinúa al señor Leeds la posibilidad de que Tembo pueda guardarle resentimiento. El coronel manda peinar el área entre Ndi y el río para apresurar el arresto de Tembo. Los elefantes abandonan la zona y Jackie y Tembo descienden del árbol. Tembo intenta cazar una gacela para alimentarse, pero es descubierto por dos aviadores en un helicóptero enviado por Ardsley. Tembo intenta esconderse entre unos arbustos secos y los hombres los incendian para obligarlo a salir de su escondite. Entre el humo, Tembo logra abandonar el lugar y reunirse con Jackie, exigiéndole a ella que corra hacia a los hombres para que la lleven junto a su padre. Jackie se niega a abandonar a Tembo mientras él siga siendo perseguido por las autoridades.

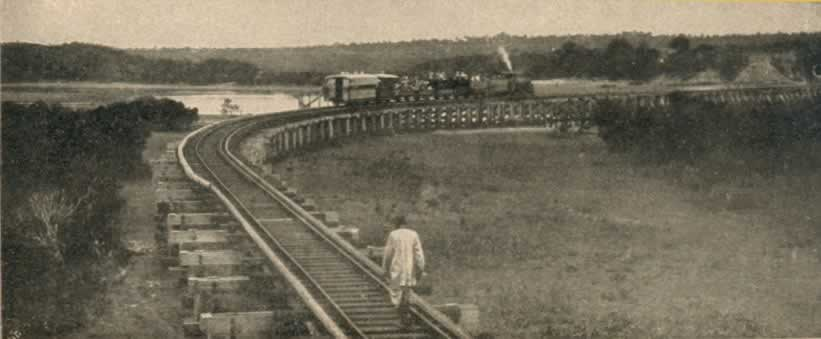
Las vías ferroviarias de Uganda son un importante monumento histórico en la historia. Varios personajes las utilizan como guía y medio de transporte.

Se aproxima una fuerte tormenta y comienzan a caer las lluvias. Tembo decide que no deben intentar seguir caminando, puesto que las aguas inundarán el valle pronto. Buscan refugio en la choza de una mujer masái y su hijo Gideón, un pastor. La mujer les invita a entrar, diciéndoles que su hijo se encuentra recogiendo su rebaño. Cuando él llega, se sorprende al ver a los visitantes y los reconoce como el africano y la muchacha que busca la policía. El joven le miente a Tembo diciéndole que su burro se ha escapado y debe ir en su busca; en realidad, se dirige a Ndi para dar aviso de que Tembo se encuentra en su casa. Tilison le da la noticia al coronel Ardsley, quién en torno avisa al señor Leeds y los tres se preparan para bordar el tren hacia Ndi. Pocas horas más tarde, Tembo, al ver que Gideón aún no ha regresado, le exige a la mujer una explicación; ella le confiesa burlonamente que él ha salido a avisar a la policía. Jackie y Tembo huyen de la choza e intentan atravesar las inundaciones. Logran evitar un encuentro peligroso con una manada de búfalos y llegar hasta una estación del tren, dónde son sorprendidos por tres soldados. Ellos reconocen a Tembo y lo arrestan mientras que Jackie intenta en vano razonar con ellos, explicándoles que él es inocente; les pide que esperen la llegada de su padre y el coronel pero ellos insisten en llevarse a Tembo. Éste, aprovechando que están distraídos, intenta huir pero es sometido a un disparo y cae al suelo herido. Jackie corre hacia Tembo y trata de resguardarlo contra los guardias. John Leeds y el coronel llegan en el tren justo a tiempo para salvarle.
Una vez aclarada la situación, el señor Leeds, acompañado por Tembo, lleva a Jackie en un todoterreno hacia el baobab natal de Komba, donde Jackie lo deja en libertad. La separación es triste para los tres y Tembo, sabiendo que Jackie necesita consuelo, le sonríe amistosamente. Momentos más tarde, los tres se alejan en el vehículo. Ahora que Komba está a salvo, Jackie y su padre pueden viajar tranquilamente a Inglaterra.

## Personajes y reparto
- Margaret Brooks como Jacqueline 'Jackie' Leeds: es la única hija del guarda-bosques John Leeds y su mujer Penelope Leeds, quien había fallido en una rebelión keniata de 1961. Tiene aproximadamente doce o trece años. Cuando llega el momento en que ella y su padre deben emigrar a Inglaterra, ella sufre al tener que abandonar África y sus amigos, en especial Tembo y su mascota galago llamada Komba. Su decisión de devolver al animal a su hábitat natal después de que es descubierto en el barco causa muchos problemas, especialmente para Tembo.
- Lou Gossett como Tembo Murumbi: es el sirviente africano de los Leeds mientras viven en Kenia. Tiene un corazón noble y comparte una gran amistad con Jackie y su padre, por lo que está dispuesto a hacer lo que sea por ellos. A pesar de no recibir una educación adecuada, es sensato y sabe razonar frente al peligro y la amenaza de una sociedad injusta. El deseo de querer ayudar a su amiga Jackie por poco le cuesta la vida en varias ocasiones.
- Donald Houston como el señor John Leeds: trabajaba como guarda-bosques en Kenia hasta que esta declara su independencia; decide entonces abandonar el país temiendo quedarse sin empleo. Al igual que su hija, no está contento con la decisión de tener que abandonar su hogar, pero no ve otra alternativa. Cuando descubre que Jackie ha desaparecido, le consuela saber que se encuentra con Tembo, en quien confía repentinamente.
- Laurence Naismith como el professor Angus 'Cranky' Crankshaw: es miembro de la misma comunidad que los Leeds y un amigo cercano, por eso parece dolido cuando John Leeds anuncia su decisión de marcharse. Por otro lado, no guarda simpatía hacia Tembo, a quien acusa ciegamente del crimen por el que es inocente. Su antipatía aumenta cuando Tembo evita que el profesor se lleve a Jackie de vuelta a su padre en su avioneta, la cual el africano no considera segura.
- Marne Maitland como el Hadj: es un hombre con mucha influencia en una aldea vecina a Mombasa. Cuando le miente a los ciudadanos sobre la orden de arrestar a Tembo, añadiendo que debe ser ejecutado de inmediato, razona con el policía explicándole que pretende evitar una vergüenza para el nuevo gobierno keniata. Lo que el policía no sabe, es que el Hadj pretende mantener a las autoridades alejadas de la aldea, pues en esta se esconde un tráfico ilegal de marfil.
- Geoffrey Baylon como el señor Tilison: es un hombre que asiste al coronel Ardsley y a John Leeds en la investigación sobre la desaparición de Jackie. Después de oír el testimonio del profesor Crankshaw, le insinúa al señor Leeds que muy posiblemente, Tembo, de quien se había antes sospechado de involucrarse en actividades relacionadas con el Mau Mau, guarde resentimiento hacia él.
- Jack Gwillim como el coronel Ardsley: es el encargado en el caso de la desaparición de Jackie. Al principio, respeta la decisión de John Leeds de no arrestar a Tembo, pero tras la intervención del profesor Crankshaw y su asistente, el señor Tilison, da la orden de peinar toda el área entre Ndi y el río con el propósito de dar con Tembo, autorizando a sus hombres a disparar si resulta necesario.
- Noel Howlett como el reverendo Barlow: es el pastor en la iglesia a la que asisten Jackie, su padre y el profesor Crankshaw. Conoce bien a los Leeds y le guarda simpatía a Jackie, por lo que toma con buen humor el que Komba, el galago de Jackie, interrumpa el servicio durante una sesión de canto.
- Jumoke Debayo como la mujer en el autobús: testifica que vio a un hombre africano y a una chica subidos en el autobús que pasa cerca del hogar de Major Bob. El coronel Ardsley usa su testigo como clave de que el raptor pueda tratarse de Tembo Murumbi.
- Harold Goodwin como el camarero Bertie Cox: es quien descubre al galago en el camarote de Jackie. Cuando ella intenta amigarse con él permitiéndole sostener al animal, él rechaza la oferta debido a que le tiene miedo. Él promete guardarle el secreto a Jackie, pero le advierte que el viaje a Liverpool llevará unas cinco semanas, en las que le será imposible mantener oculto a Komba, y le cuenta que si el capitán lo descubre, lo arrojará por la borda.
- Charles Hyatt - Gideon
- Victor Maddern como el tendero del bar: un hombre que, a pesar de ser amable y servicial, le expresa a John Leeds sus opiniones respecto a la colonización e independencia de Kenia, las cuales irritan a éste.
- Martin Wyldeck - Capitán
- Mohinder Singh Matharoo - Oficial de policía Sikh
- Kisesa Mayega - Cazador furtivo de elefantes, perteneciente a la tribu Waliangulu.
- Simon Lack - Primer oficial
- Sid Hunt - Segundo oficial
- Willie Johah - Sargento de policía
- Tommy Ansah - Oficial de policía
- Ellario Pedro - Oficial de policía
- Johan Mkopi - Agente de policía
  - A pesar de tener un papel considerablemente mayor que el de la mujer en el autobús y otros personajes menores, la mujer masái, cuyo hijo Gideón intenta entregar a Tembo a las autoridades, no está acreditada en el reparto.